# Pays-Bas au Concours Eurovision de la chanson 1970
Les Pays-Bas ont participé au Concours Eurovision de la chanson 1970 à Amsterdam, aux Pays-Bas. C'est la 15e participation des Pays-Bas au Concours Eurovision de la chanson.
Le pays est représenté par le groupe Hearts of Soul et la chanson Waterman, sélectionnées au moyen d'une finale nationale organisée par la Nederlandse Omroep Stichting (NOS).

## Sélection

### Nationaal Songfesival 1970
Le radiodiffuseur néerlandais, la Nederlandse Omroep Stichting (NOS), organise la 13e édition du Nationaal Songfestival (nl), pour sélectionner l'artiste et la chanson représentant les Pays-Bas au Concours Eurovision de la chanson 1970.
La finale nationale, présentée par Pim Jacobs, a eu lieu le 11 février 1970 au Centre des congrès (en) de La Haye (Congresgebouw Den Haag).

#### Finale
Dix chansons ont participé au Nationaal Songfesival 1970. Elles sont toutes interprétées en néerlandais, langue nationale des Pays-Bas.
Parmi les participants on note de futurs représentants néerlandais dont Saskia & Serge (1972), Ben Cramer (1973) et Sandra Reemer (1976, 1979).
| Ordre | Artiste                | Chanson              | Traduction            | Points | Place |
| ----- | ---------------------- | -------------------- | --------------------- | ------ | ----- |
| 1     | Ben Cramer             | Julia                | –                     | 1      | 4     |
| 2     | Ine van den Berg       | Ik lach om je liefde | Je ris de toi l'amour | 0      | 7     |
| 3     | Rosita Bloom           | Illusie              | Illusion              | 1      | 4     |
| 4     | Tony Anderson          | Spanje               | L'Espagne             | 0      | 7     |
| 5     | Sandra Reemer          | Voorbij is de winter | L'hiver est fini      | 0      | 7     |
| 6     | D.C. Lewis (nl)        | Linda                | –                     | 2      | 3     |
| 7     | Joke Bruijs            | Okido                | –                     | 1      | 4     |
| 8     | Saskia & Serge         | Spinnewiel           | Rouet                 | 5      | 2     |
| 9     | Hearts of Soul         | Waterman             | Verseau               | 6      | 1     |
| 10    | Bonnie St. Claire (en) | Manna                | –                     | 0      | 7     |

Lors de cette sélection, c'est la chanson Waterman, interprétée par les Hearts of Soul, qui fut choisie. Le chef d'orchestre sélectionné pour les Pays-Bas à l'Eurovision 1970 est Dolf van der Linden.

## À l'Eurovision
Chaque pays a un jury de dix personnes. Chaque juré attribue un point à sa chanson préférée.

### Points attribués par les Pays-Bas
| 5 points | Irlande     |
| 3 points | Royaume-Uni |
| 2 points | Suisse      |

### Points attribués aux Pays-Bas
| 10 points | 9 points | 8 points               | 7 points | 6 points      |
| --------- | -------- | ---------------------- | -------- | ------------- |
|           |          |                        |          |               |
| 5 points  | 4 points | 3 points               | 2 points | 1 point       |
|           |          | - Italie - Yougoslavie |          | - Royaume-Uni |

Hearts of Soul interprète Waterman en 1re position, précédant la Suisse.
Au terme du vote final, les Pays-Bas terminent 7es sur 12 pays, ayant reçu 7 points au total,.